# Олхинское плато
Олхи́нское плато́ — физико-географическая область между Тункинскими Гольцами и Приморским хребтом в Иркутской области России.

## Описание
Плато, образующее в плане треугольник, ограничено с юга озером Байкал, с северо-востока Иркутским водохранилищем и с северо-запада рекой Иркут. Находится в пределах трёх районов области: Иркутского, Слюдянского и Шелеховского.

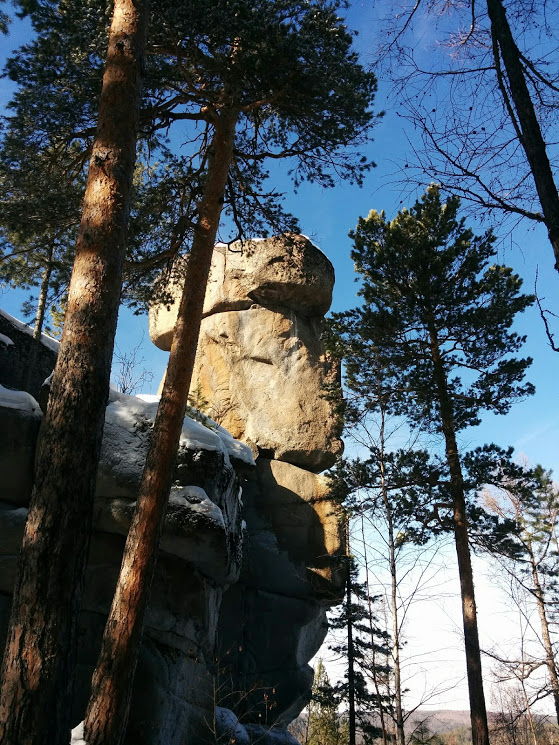
Скала «Идол»

Олхинское плато представляет собой лесистую возвышенность, со средними высотами 500—800 метров, изобилующую скалами-останцами высотой до 75 м, самыми популярными из которых являются: Витязь (30 м), Идол (20 м), Зеркала (16 м) и Старуха Изергиль (25 м), Вороний камень (20 м).
Скальники Витязь, Старуха, Идол, Царские ворота и Шаманский утёс на Олхинском плато в Шелеховском районе получили статус региональных природных памятников.
Список основных скальников:
- Витязь
- Идол
- Городище
- Старуха
- Крепость
- Медвежата
- Зеркала
- Верблюд
- Старая крепость (она же — Графские развалины)
- Скальник Смоленский
- Тролли
- Скальник Угловой
- Олхинские столбы
- Лестница
- Двуглавый
- Арка
- Вороний глаз (он же скальник Обзорный)
- Вороний камень (он же Ворон, Ворона, Варан, Ящер, Корвет)
- Шахтай (он же Камень Шахтай)
- Белая церковь (он же Акульи плавники или просто Плавники)
- Бастион
- Фараон
- Клеопатра
- Лев
- Танки
- Мурена
- Шульминский
- Мюнхгаузен
- Скамейка
- Пират
- Гребешок
- Кудлины камни
- Скальники урочища Ворота
- Пять Братьев (он же скальник Нимфа)
- Андриановский камень
- Гепард
- Царские ворота
- Сибиряк
- Турист
- Ложная церковь
- Черепаха
- Ника
- Придорожный
- Пионерский
- Ангарский
- Политехнический
- Аврора
- Дом
- Библиотека
- Надежда
- Анна
- Казачьи камни
- Шелеховские камни
- Язык
- Крокодил
- Диван
- Гарнитур
- Пищеблок
- Головастик
- Подкаменная
- Кулак
- ГАТ 1964
- Бегемотик
- Альбатрос
- Берлога

Высшая точка — гора Камень Мойготы (1222,4 метров над уровнем моря).
Южная часть плато, вплотную подступающая к Байкалу, круто обрывается к нему, образуя скальные утёсы, вдоль подножия которых протянулась «золотая пряжка Транссиба» — Кругобайкальская железная дорога, знаменитая своими историческими архитектурными сооружениями.
С северо-востока на юго-запад плато пересекается главным ходом Транссибирской магистрали и федеральной автомагистралью Р258 «Байкал» (М55), полотно которых изобилует поворотами, местами (автодорога) — серпантинами.
Наиболее крупные реки:
- Большая Олха
- Большая Половинная

Основные населённые пункты:
- Большой Луг
- Подкаменная